# كفاءة محرك
كفاءة المحرك للمحركات الحرارية هي العلاقة بين الطاقة الكلية التي يحتويها الوقود المُستخدم في المحرك وكمية الطاقة المستخدمة التي تُقدم شُغل فعلي. 
وهناك تصنيفين للمحركات الحرارية:
1. محركات احتراق داخلي مثل المحركات التي تعمل بدورة أوتو و دورة ديزل و دورة برايتون والعنفة الغازية.
2. محركات احتراق خارجي مثل المحركات البخارية و العنفة البخارية و دورة ستيرلينغ.

وكل هذه المحركات يكون للكفاءة حرارية لها خصائص فريدة تتميز بها هي وفقط.

## التعريف الرياضي
كفاءة المحرك يتم تعريفها كنسبة بين الشغل المفيد الذي ينتجه المحرك إلي كمية الحرارة.
{\displaystyle \eta ={\frac {work\ done}{heat\ absorbed}}={\frac {Q1-Q2}{Q1}}}
حيث أن {\displaystyle Q1} هي كمية الحرارة الممتصة و {\displaystyle Q1-Q2} هي كمية الشغل الناتج.
ومن الواجب ملاحظة أن مصطلح الشغل المبذول يشير إلي مقدار الطاقة الفعلية التي تصل إلي عمود القيادة.
وهذا يعنى أن الاحتكاك والمفاقيد الأخري يتم طرحها من الشغل المبذول من التمدد الحراري للإسطوانات لذا فإن المحرك الذي يعمل بدون تقديم شغل للبيئة المحيطة تكون كفاءته تساوي صفرًا.